# Taquaraçu de Minas
Taquaraçu de Minas is een gemeente in de Braziliaanse deelstaat Minas Gerais. De gemeente telt 3.950 inwoners (schatting 2009).